# The Last Organ Party
The Last Organ Party è l'ottavo album di Sam Paglia pubblicato dalla Hip Club Records nel 2011.

## Tracce
1. The Unexpected
2. The Last Organ Party
3. Southern Comfort
4. Low Budget Kung-Fu
5. Cheescake
6. Mondoriviera
7. On the Way to San Tomaso
8. Kinda Worm
9. Afroscala
10. The Electric Joe
11. Eat At Joe's
12. Golden Gate
13. Blues for Bob
14. John Lurie
15. Music to Spy By
16. Mr. Kowalsky
17. What a Great Night Out
18. The Sam Paglia Show